# 산 루이스 레이의 다리
《산 루이스 레이의 다리》(The Bridge of San Luis Rey)는 손턴 와일더의 1927년 장편소설이다. 이듬해인 1928년 소설 부문으로 퓰리처상을 수상했으며, 넓게 호평을 받았다.

## 개요
1714년 여름, 남미 페루의 유서 깊은 산 루이스 레이 다리가 부서져 다섯 명의 통행인이 죽었다. 이것을 목격한 신부(神父)가 5인의 과거를 살펴보며, 인간의 기구한 운명을 더듬으면서 사랑·죽음·고독의 문제를 묘사한다. “모든 것은 산 사람의 세계와 죽은 사람의 세계가 있고, 그것을 잇는 다리는 사랑이다”라고 작자는 술회하고 있다.